# Guang Fu Tao
Guang Fu Tao  (o Jiang Ying, (陶光复 / 陶光復) ( n. 1955 ) es un botánico y profesor chino, que desarrolla actividades académicas en el Instituto de Botánica de Wuhan, Academia China de Ciencias.
- La abreviatura «G.F.Tao» se emplea para indicar a Guang Fu Tao como autoridad en la descripción y clasificación científica de los vegetales.[3]